# Argonauta pacifica
Argonauta pacifica är en bläckfiskart som beskrevs av Dall 1871. Argonauta pacifica ingår i släktet Argonauta och familjen Argonautidae. Inga underarter finns listade i Catalogue of Life.

## Bildgalleri

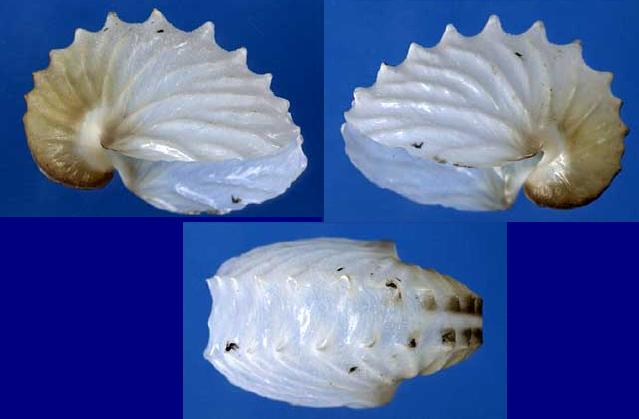